# Ciclisme als Jocs Olímpics d'estiu 2008 - Contrarellotge femenina

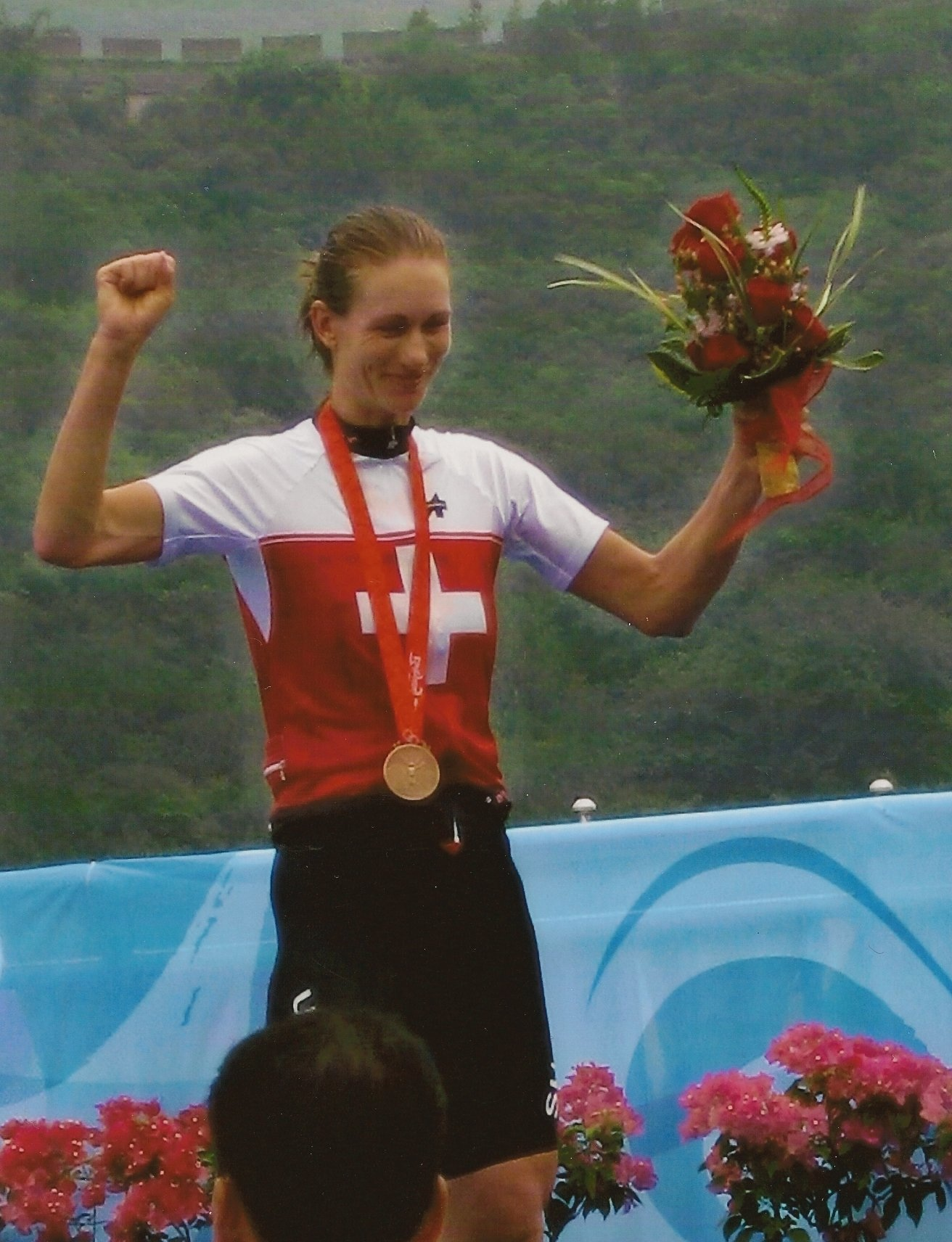
Fotografia de la suïssa Karin Thürig, tercera en la classificació final.

La Contrarellotge femenina dels Jocs Olímpics de Pequín 2008 es va disputar el 13 d'agost de 2008 en el mateix circuit al qual donaven voltes en la prova en línia, pels voltants de la Gran Muralla Xinesa. La contrarellotge consistia a donar una volta al circuit, per fer un total de 23,8 km i fou guanyada per l'estatunidenca Kristin Armstrong, a una velocitat mitjana de 40,445 k/h. La segona fou la britànica Emma Pooley i la tercera la suïssa Karin Thürig.

## Medallistes
| Or                | Plata       | Bronze       |
| Kristin Armstrong | Emma Pooley | Karin Thürig |

## Classificació final
| Posició | Ciclista               | Temps    |
| ------- | ---------------------- | -------- |
| Or      | Kristin Armstrong      | 34' 51"  |
| Plata   | Emma Pooley            | + 24"    |
| Bronze  | Karin Thürig           | + 59"    |
| 4       | Jeannie Longo-Ciprelli | + 1' 01" |
| 5       | Christine Thorburn     | + 1' 02" |
| 6       | Judith Arndt           | + 1' 08" |
| 7       | Christiane Soeder      | + 1' 29" |
| 8       | Priska Doppmann        | + 1' 36" |
| 9       | Zulfià Zabírova        | + 1' 38" |
| 10      | Susanne Ljungskog      | + 1' 42" |

| Classificació final (11–25) | Classificació final (11–25)   | Classificació final (11–25) | Classificació final (11–25) |
| --------------------------- | ----------------------------- | --------------------------- | --------------------------- |
| 11                          | Hanka Kupfernagel             | + 1' 43"                    |                             |
| 12                          | Tatiana Guderzo               | + 1' 46"                    |                             |
| 13                          | Linda Melanie Villumsen Serup | + 1' 59"                    |                             |
| 14                          | Marianne Vos                  | + 2' 07"                    |                             |
| 15                          | Nicole Cooke                  | + 2' 23"                    |                             |
| 16                          | Natalia Boyarskaya            | + 2' 23"                    |                             |
| 17                          | Min Gao                       | + 2' 24"                    |                             |
| 18                          | Mirjam Melchers-van Poppel    | + 3' 00"                    |                             |
| 19                          | Marta Vilajosana              | + 3' 03"                    |                             |
| 20                          | Maryline Salvetat             | + 3' 18"                    |                             |
| 21                          | Emma Johansson                | + 3' 37"                    |                             |
| 22                          | Oenone Wood                   | + 4' 02"                    |                             |
| 23                          | Edita Pučinskaitė             | + 4' 04"                    |                             |
| 24                          | Alexandra Wrubleski           | + 4' 24"                    |                             |
| 25                          | Lang Meng                     | + 6' 00"                    |                             |